# Anorrhinus
Anorrhinus är ett fågelsläkte i familjen näshornsfåglar inom ordningen härfåglar och näshornsfåglar: Släktet omfattar tre arter som förekommer från Assam och södra Kina till Sumatra och Borneo:
- Tenasserimnäshornsfågel (A. tickelli)
- Brun näshornsfågel (A. austeni)
- Plymnäshornsfågel (A. galeritus)